# 新奧貝霍迪
48°52′11″N 29°1′3″E / 48.86972°N 29.01750°E
新奧貝霍迪（烏克蘭語：Нові Обиходи）是烏克蘭西南部文尼察州文尼察區的村莊。該村始建於1994年，面積1.26平方公里，2001年人口575，人口密度每平方公里457.07人。